# 察雷達里夫卡
48°56′13″N 36°13′16″E / 48.93694°N 36.22111°E
察雷達里夫卡（烏克蘭語：Царедарівка）是位於烏克蘭東部的村莊，由哈爾科夫州洛佐瓦區的洛佐瓦市鎮負責管轄。該村面積1.9平方公里，海拔高度181米，2001年人口784，人口密度每平方公里413.3人。